# WNBA All-Star Game 2022
Match précédent Match suivant
Le WNBA All-Star Game 2022 se tient le 10 juillet 2022 à la Wintrust Arena de Chicago. C'est la première fois que le Sky de Chicago accueille l'évènement.
La ligue a également lancé un nouvel événement de deux jours pour les fans, intitulé « WNBA Live », qui comprenait des activités interactives ainsi que les entraînements des équipes All-Star. Cette année, le concours de tir à trois points et le concours d'habiletés ont également été réintroduits, pour la première fois depuis 2019.
A'ja Wilson, des Aces de Las Vegas, a été la leader générale des votes des fans avec 88 407, devant Breanna Stewart, du Storm de Seattle, terminant 2e avec 79 520 votes.
Allie Quigley a remporté le concours à trois points pour la 4e fois, un record WNBA et NBA. Sabrina Ionescu et sa partenaire de lycée, Zoe Brooks, ont remporté le Skills Challenge.
L'équipe Wilson a battu l'équipe Stewart 132-112. Kelsey Plum, des Aces de Las Vegas, a marqué 30 points, égalant ainsi le record de points de Maya Moore au All Star Game. Elle a été nommée MVP du match. C'était la deuxième victoire d'A'ja Wilson en tant que capitaine, portant son bilan à 2 victoires et 0 défaite.

## Equipes

### Sélection

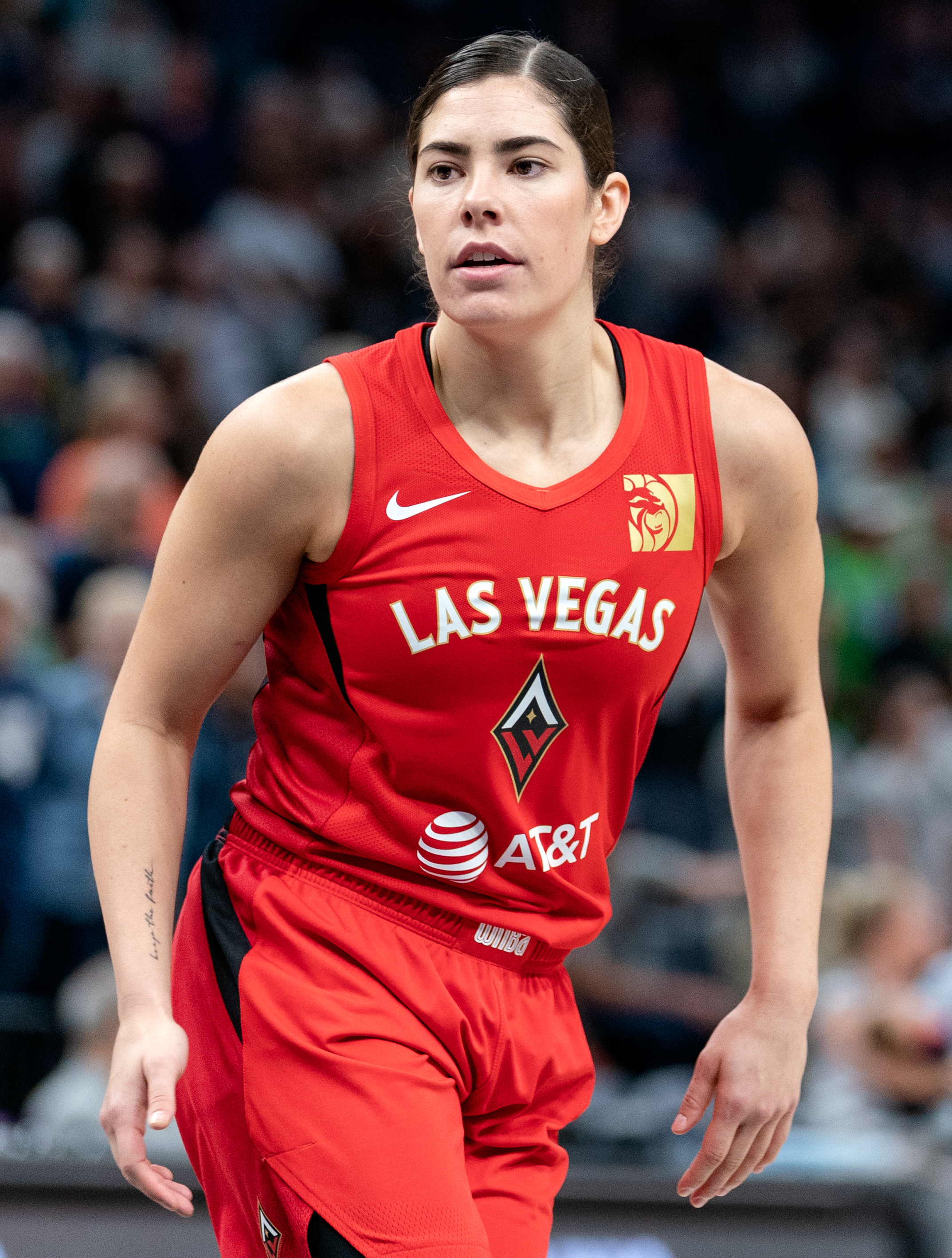
Kelsey Plum, MVP du match pour sa première participation.

Le 2 juin, la WNBA a annoncé que le processus de sélection des équipes pour 2022 serait similaire à celui du All-Star Game de 2019. Les supporters, les joueuses, les entraîneurs principaux, les journalistes sportifs et les commentateurs pourraient voter pour les All-Stars. Chaque groupe pouvait remplir un bulletin de vote comprenant quatre meneuses et six joueuses d'avant-cour. Les joueuses et les entraîneurs ne pouvaient pas voter pour les membres de leur propre équipe. Le vote a débuté le 3 juin à 14 h (heure de l'Est) et s'est terminé le lundi 20 juin à 23 h 59 (heure de l'Est).
La pondération est la suivante : 
| Voting group    | Vote weight |
| --------------- | ----------- |
| Fans            | 50%         |
| Joueuses        | 25%         |
| Médias sportifs | 25%         |

Les joueuses n'étaient pas autorisées à voter pour leurs propres coéquipières. Les dix meilleures joueuses recevant des votes selon cette pondération étaient sélectionnées pour le match des étoiles. Ces dix joueuses étaient considérées comme titulaires. La liste des titulaires a été dévoilée le 22 juin 2022. Après l'annonce des titulaires, les entraîneurs principaux de la WNBA ont sélectionné les douze remplaçantes. Les entraîneurs ont voté pour trois meneuses, cinq arrières / ailières  et quatre joueuses intérieures, quelle que soit la conférence. Elles ne pouvaient pas voter pour leurs propres joueuses. Les remplaçantes ont été annoncées le 28 juin 2022. Les deux meilleures joueuses ayant obtenu le plus de votes étaient les capitaines des deux équipes All-Star et ont sélectionné leurs équipes parmi les huit titulaires restantes et les douze remplaçantes. Les capitaines ont sélectionné leurs effectifs respectifs en sélectionnant d'abord parmi les huit joueuses restantes du groupe de titulaires, puis parmi les douze remplaçantes. ESPN a diffusé l'émission spéciale de sélection de l'équipe All-Star de la WNBA le 2 juillet 2022.

### Résultats du vote des spectateurs
Voici les 20 meilleures joueuses basées uniquement sur le vote des supporters.
| Rang | Joueuse              | Nombre de votes |
| ---- | -------------------- | --------------- |
| 1    | A'ja Wilson          | 88 407          |
| 2    | Breanna Stewart      | 79 520          |
| 3    | Kelsey Plum          | 68 678          |
| 4    | Candace Parker       | 66 462          |
| 5    | Elena Delle Donne    | 45 876          |
| 6    | Sylvia Fowles        | 42 828          |
| 7    | Jackie Young         | 41 951          |
| 8    | Nneka Ogwumike       | 41 177          |
| 9    | Sue Bird             | 38 791          |
| 10   | Skylar Diggins-Smith | 34 561          |
| 11   | Jewell Loyd          | 33 307          |
| 12   | Dearica Hamby        | 32 862          |
| 13   | Sabrina Ionescu      | 31 546          |
| 14   | Diana Taurasi        | 30 667          |
| 15   | Jonquel Jones        | 30 489          |
| 16   | Courtney Vandersloot | 27 780          |
| 17   | Rhyne Howard         | 27 438          |
| 18   | Kahleah Copper       | 26 037          |
| 19   | Tina Charles         | 23 898          |
| 20   | Arike Ogunbowale     | 23 440          |

### Résultats complets du vote
Voici les scores globaux des 10 premières, basés sur les résultats des trois groupes de vote. Les votes des supporters ont compté pour 50 %, ceux des médias et des joueurs pour 25 %. Les joueurs sont classés par poste. Les quatre meilleurs joueurs aux postes d'arrière et les six meilleurs joueurs à l'avant-cour ont été désignés titulaires pour la rencontre.
| Position | Joueuse              | Club                | Rang des Fans | Rang des médias | Rang des joueuses | Score pondéré |
| -------- | -------------------- | ------------------- | ------------- | --------------- | ----------------- | ------------- |
| 1        | Kelsey Plum          | Aces de Las Vegas   | 1             | 1               | 1                 | 1.0           |
| 2        | Jackie Young         | Aces de Las Vegas   | 2             | 2               | 2                 | 2.0           |
| 3        | Sabrina Ionescu      | Liberty de New York | 6             | 4               | 5                 | 5.25          |
| 4        | Sue Bird             | Storm de Seattle    | 3             | 9               | 7                 | 5.50          |
| 5        | Jewell Loyd          | Storm de Seattle    | 5             | 10              | 3                 | 5.75          |
| 6        | Skylar Diggins-Smith | Mercury de Phoenix  | 4             | 3               | 14                | 6.25          |
| 7        | Arike Ogunbowale     | Wings de Dallas     | 11            | 4               | 4                 | 7.50          |
| 8        | Courtney Vandersloot | Sky de Chicago      | 8             | 8               | 8                 | 8.0           |
| 9        | Rhyne Howard         | Dream d'Atlanta     | 9             | 6               | 9                 | 8.25          |
| 10       | Kelsey Mitchell      | Fever de l'Indiana  | 13            | 6               | 6                 | 9.50          |

| Position | Joueuse           | Club                  | Rang des Fans | Rang des médias | Rang des joueuses | Score pondéré |
| -------- | ----------------- | --------------------- | ------------- | --------------- | ----------------- | ------------- |
| 1        | A'ja Wilson       | Aces de Las Vegas     | 1             | 2               | 1                 | 1.25          |
| 2        | Breanna Stewart   | Storm de Seattle      | 2             | 1               | 2                 | 1.75          |
| 3        | Sylvia Fowles     | Lynx du Minnesota     | 5             | 5               | 4                 | 4.75          |
| 4        | Nneka Ogwumike    | Sparks de Los Angeles | 6             | 4               | 5                 | 5.25          |
| 5        | Jonquel Jones     | Sun du Connecticut    | 8             | 3               | 3                 | 5.50          |
| 6        | Candace Parker    | Sky de Chicago        | 3             | 7               | 13                | 6.50          |
| 7        | Dearica Hamby     | Aces de Las Vegas     | 7             | 9               | 7                 | 7.50          |
| 8        | Elena Delle Donne | Mystics de Washington | 4             | 12              | 20                | 10.00         |
| 9        | Tina Charles      | Mercury de Phoenix    | 9             | 11              | 11                | 10.00         |
| 10       | Emma Meesseman    | Sky de Chicago        | 11            | 9               | 9                 | 10.00         |

### Entraîneurs
Les entraîneurs principaux du WNBA All-Star Game 2022 sont les entraîneurs principaux des deux équipes, quelle que soit la conférence, avec les meilleurs records après les matchs du vendredi 24 juin. L'entraîneur principal avec le meilleur record à cette date a entraîné l'équipe dont le capitaine a obtenu le plus de votes des fans.
Becky Hammon, entraîneuse des Aces de Las Vegas, et James Wade, entraîneur du Sky de Chicago, se sont qualifiés pour être les deux entraîneurs principaux du Match des étoiles 2022, le 24 juin 2022. Ils ont obtenu ce titre en menant leurs équipes aux deux premières places du classement de la WNBA à cette date. C'est la première fois que Hammon et Wade sont entraîneurs principaux du Match des étoiles. Wade avait auparavant été entraîneur adjoint de l'équipe de la Conférence Ouest lors du match de 2017.

### Joueuses retenues
Les joueuses du match des étoiles ont été sélectionnées selon le processus de vote décrit ci-dessus. Les titulaires ont été annoncées le 22 juin 2022. A'ja Wilson des Aces de Las Vegas et Breanna Stewart du Storm de Seattle ont été les plus populaires auprès des fans. Ces deux joueuses ont été nommées capitaines pour le match, aux côtés de Sue Bird du Storm de Seattle et Sylvia Fowles des Lynx du Minnesota, qui ont également été nommées capitaines. C'était la quatrième fois que Wilson et Stewart étaient nommées dans l'équipe des étoiles, tandis que Fowles l'était pour la huitième fois et Bird pour la treizième.
Candace Parker, du Sky de Chicago, et Nneka Ogwumike, des Sparks de Los Angeles , ont été nommées titulaires, obtenant chacune leur septième sélection au All-Star Game. Jonquel Jones, du Sun du Connecticut, a complété la ligne extérieure, obtenant sa quatrième sélection au All-Star Game. À l'arrière, Sabrina Ionescu, du Liberty de New York, Kelsey Plum et Jackie Young, des Aces de Las Vegas, ont été nommées titulaires, chacune obtenant leur première sélection au All-Star Game. Brittney Griner a été nommée titulaire honoraire au All-Star Game.
Les réservistes du All-Star Game ont été annoncés le 28 juin 2022. Les réservistes au poste extérieur comprenaient Courtney Vandersloot du Sky de Chicago, sa quatrième sélection ; Kahleah Copper du Sky de Chicago, sa deuxième sélection ; Ariel Atkins des Mystics de Washington, sa deuxième sélection ; Skylar Diggins-Smith, sa sixième sélection ; Arike Ogunbowale des Wings de Dallas, sa deuxième sélection ; Jewell Loyd du Storm de Seattle, sa quatrième sélection ; et Rhyne Howard du Dream d'Atlanta ; sa première sélection.
Les remplaçantes au poste intérieur comprenaient Dearica Hamby des Aces de Las Vegas, sa deuxième sélection ; Natasha Howard, sa deuxième sélection ; Brionna Jones du Sun du Connecticut, sa deuxième sélection ; Emma Meesseman du Sky de Chicago, sa deuxième sélection ; et Alyssa Thomas du Sun du Connecticut, sa troisième sélection.
| Pos         | Joueuse              | Équipe                | Nb. de sélections |
| Titulaires  | Titulaires           | Titulaires            | Titulaires        |
| ----------- | -------------------- | --------------------- | ----------------- |
| G           | Sabrina Ionescu      | Liberty de New York   | 1                 |
| F           | Jonquel Jones        | Sun du Connecticut    | 4                 |
| F           | Candace Parker       | Sky de Chicago        | 7                 |
| Réservistes |                      |                       |                   |
| G           | Ariel Atkins         | Mystics de Washington | 2                 |
| G/F         | Kahleah Copper       | Sky de Chicago        | 2                 |
| G           | Rhyne Howard         | Dream d'Atlanta       | 1                 |
| G           | Courtney Vandersloot | Sky de Chicago        | 4                 |
| F           | Natasha Howard       | Liberty de New York   | 2                 |
| F           | Brionna Jones        | Sun du Connecticut    | 2                 |
| F           | Emma Meesseman       | Sky de Chicago        | 2                 |
| F           | Alyssa Thomas        | Sun du Connecticut    | 3                 |

| Pos         | Joueuse              | Équipe                | Nb. de sélections |
| Titulaires  | Titulaires           | Titulaires            | Titulaires        |
| ----------- | -------------------- | --------------------- | ----------------- |
| G           | Sue Bird             | Storm de Seattle      | 13                |
| G           | Kelsey Plum          | Aces de Las Vegas     | 1                 |
| G           | Jackie Young         | Aces de Las Vegas     | 1                 |
| F           | Breanna Stewart      | Storm de Seattle      | 4                 |
| F           | Nneka Ogwumike       | Sparks de Los Angeles | 7                 |
| F           | A'ja Wilson          | Aces de Las Vegas     | 4                 |
| C           | Sylvia Fowles        | Lynx du Minnesota     | 8                 |
| C           | Brittney GrinerHON   | Mercury de Phoenix    | 8                 |
| Réservistes |                      |                       |                   |
| G           | Skylar Diggins-Smith | Mercury de Phoenix    | 6                 |
| G           | Jewell Loyd          | Storm de Seattle      | 4                 |
| G           | Arike Ogunbowale     | Wings de Dallas       | 2                 |
| F           | Dearica Hamby        | Aces de Las Vegas     | 2                 |

^HON Brittney Griner est nommée comme titulaire de manière honorifique en raison de son incarcération en Russie.

### Nombre de All-Star par équipes
| Équipe                | Nb joueuses |
| --------------------- | ----------- |
| Dream d'Atlanta       | 1           |
| Sky de Chicago        | 4           |
| Sun du Connecticut    | 3           |
| Fever de l'Indiana    | 0           |
| Liberty de New York   | 2           |
| Mystics de Washington | 1           |
| Wings de Dallas       | 1           |
| Aces de Las Vegas     | 4           |
| Sparks de Los Angeles | 1           |
| Lynx du Minnesota     | 1           |
| Mercury de Phoenix    | 2           |
| Storm de Seattle      | 3           |

### Draft
La draft All Star de la WNBA a eu lieu le 2 juillet 2022. A'ja Wilson et Breanna Stewart ont été nommées respectivement capitaines, car elles ont reçu le plus de votes des fans. Sue Bird et Sylvia Fowles ont été nommées capitaines honoraires de la draft All Star. Bird a été affectée à l'équipe Wilson, tandis que Fowles a rejoint l'équipe Stewart. Les six premières joueuses draftées étaient titulaires. Les 12 joueuses suivantes, choisies par les entraîneurs principaux de la WNBA, ont ensuite été draftées. Wilson a commencé la draft des titulaires, car elle a reçu le plus de votes, tandis que Stewart a commencé la draft des remplaçantes.
| Choix | Joueuse              | Equipe  |
| ----- | -------------------- | ------- |
| 1     | Candace Parker       | Wilson  |
| 2     | Jackie Young         | Stewart |
| 3     | Kelsey Plum          | Wilson  |
| 4     | Jonquel Jones        | Stewart |
| 5     | Nneka Ogwumike       | Wilson  |
| 6     | Sabrina Ionescu      | Stewart |
| 7     | Jewell Loyd          | Stewart |
| 8     | Rhyne Howard         | Wilson  |
| 9     | Kahleah Copper       | Stewart |
| 10    | Dearica Hamby        | Wilson  |
| 11    | Skylar Diggins-Smith | Stewart |
| 12    | Courtney Vandersloot | Wilson  |
| 13    | Alyssa Thomas        | Stewart |
| 14    | Ariel Atkins         | Wilson  |
| 15    | Arike Ogunbowale     | Stewart |
| 16    | Brionna Jones        | Wilson  |
| 17    | Emma Meesseman       | Stewart |
| 18    | Natasha Howard       | Wilson  |

Après la draft, l'équipe Wilson a échangé Nneka Ogwumike à l'équipe Stewart contre Sabrina Ionescu. L'équipe Stewart a également échangé Sylvia Fowles à l'équipe Wilson contre Sue Bird.

### Equipes finales
| Pos                                      | Joueuse              | Equipe                | Nb de sélections |
| Titulaires                               | Titulaires           | Titulaires            | Titulaires       |
| ---------------------------------------- | -------------------- | --------------------- | ---------------- |
| G                                        | Kelsey Plum          | Aces de Las Vegas     | 1                |
| G                                        | Sabrina Ionescu      | Liberty de New York   | 1                |
| F                                        | Candace Parker       | Sky de Chicago        | 7                |
| F                                        | A'ja Wilson          | Aces de Las Vegas     | 4                |
| C                                        | Sylvia Fowles        | Lynx du Minnesota     | 8                |
| Remplaçantes                             |                      |                       |                  |
| G                                        | Ariel Atkins         | Mystics de Washington | 2                |
| G                                        | Rhyne Howard         | Dream d'Atlanta       | 1                |
| G                                        | Courtney Vandersloot | Sky de Chicago        | 4                |
| F                                        | Dearica Hamby        | Aces de Las Vegas     | 2                |
| F                                        | Natasha Howard       | Liberty de New York   | 2                |
| F                                        | Brionna Jones        | Sun du Connecticut    | 2                |
| Coach : Becky Hammon (Aces de Las Vegas) |                      |                       |                  |

| Pos                                 | Joueuse              | Equipe                | Nb de sélections |
| Titulaires                          | Titulaires           | Titulaires            | Titulaires       |
| ----------------------------------- | -------------------- | --------------------- | ---------------- |
| G                                   | Sue Bird             | Storm de Seattle      | 13               |
| G                                   | Jackie Young         | Aces de Las Vegas     | 1                |
| F                                   | Breanna Stewart      | Storm de Seattle      | 4                |
| F                                   | Jonquel Jones        | Sun du Connecticut    | 4                |
| F                                   | Nneka Ogwumike       | Sparks de Los Angeles | 7                |
| Remplaçantes                        |                      |                       |                  |
| G/F                                 | Kahleah Copper       | Sky de Chicago        | 2                |
| G                                   | Skylar Diggins-Smith | Mercury de Phoenix    | 6                |
| G                                   | Jewell Loyd          | Storm de Seattle      | 4                |
| G                                   | Arike Ogunbowale     | Wings de Dallas       | 2                |
| F                                   | Emma Meesseman       | Sky de Chicago        | 2                |
| F                                   | Alyssa Thomas        | Sun du Connecticut    | 3                |
| Coach : James Wade (Sky de Chicago) |                      |                       |                  |

## Rencontre
| 10 juillet 2022 1:00 p.m. ET |                                                             | Team Wilson 134, Team Stewart 112 | Team Wilson 134, Team Stewart 112                                       | Team Wilson 134, Team Stewart 112 |  | Wintrust Arena, Chicago, Illinois Affluence : 9572 Arbitres : Isaac Barnett, Tim Greene, Toni Patillo | ABC, TSN5/SN1 |
| 10 juillet 2022 1:00 p.m. ET | Score par quart-temps : 23-28, 36-11, 33-38, 42-35          |                                   |                                                                         |                                   |  | Wintrust Arena, Chicago, Illinois Affluence : 9572 Arbitres : Isaac Barnett, Tim Greene, Toni Patillo | ABC, TSN5/SN1 |
| 10 juillet 2022 1:00 p.m. ET | Kelsey Plum (30) Sylvia Fowles (9) Courtney Vandersloot (8) | Points Rebonds Passes d.          | Jonquel Jones (29) Jonquel Jones (13) Sue Bird/Skylar Diggins-Smith (6) |                                   |  | Wintrust Arena, Chicago, Illinois Affluence : 9572 Arbitres : Isaac Barnett, Tim Greene, Toni Patillo | ABC, TSN5/SN1 |

### Modifications des règles
La WNBA a mis en place trois règles spéciales pour le All-Star Game 2022 :
- Tir à 4 points : Quatre cercles, deux à chaque extrémité du terrain, ont été placés au-dessus de la ligne actuelle des trois points.
- Chronomètre de 20 secondes au lieu de 24 secondes
- Points automatiques pour les tentatives de lancer franc : « Pas de lancer franc »

## Concours à trois points et Skills Challenge
Le 2 juin 2022, il a été annoncé qu'un concours de trois points et un défi d'habiletés seraient organisés le 9 juillet, la veille du match des étoiles. L'événement a été diffusé sur ESPN aux États-Unis et sur le réseau TSN au Canada. C'était la première fois depuis 2019 qu'il avait lieu. Le concours de trois points était commandité par Mountain Dew. Le concours de trois points et le défi d'habiletés WNBA se sont déroulés en salle, à McCormick Place, pour un public exceptionnel de participantes aux Championnats nationaux Nike féminins,.

### Concours à trois points

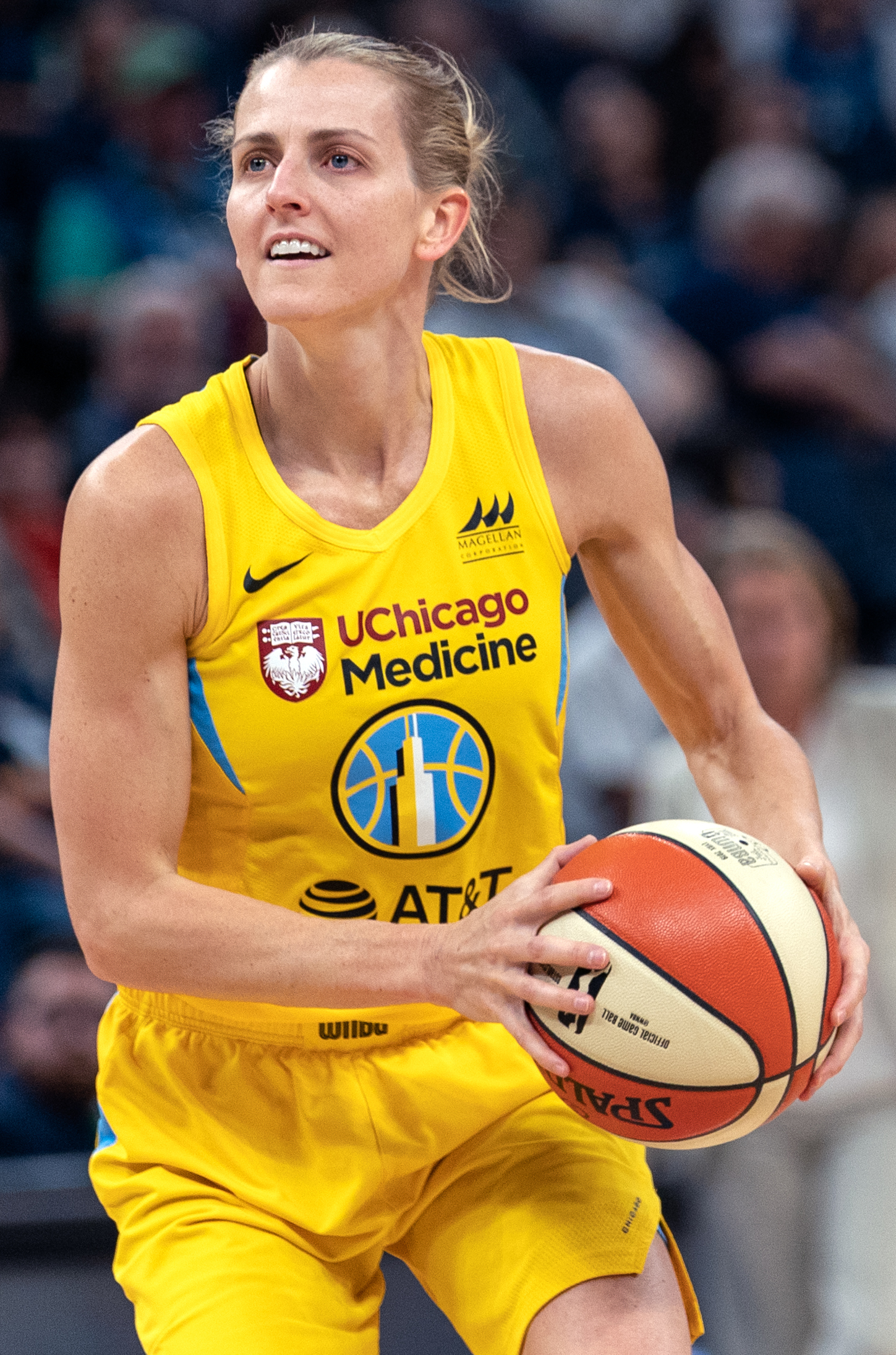
Allie Quigley, gagnante du concours à 3 pts.

Les participants au concours de tir à trois points du Mountain Dew ont été annoncés le 7 juillet 2022. La triple championne Allie Quigley était la seule non-All-Star à participer à la compétition. Le tir à trois points est une compétition chronométrée en deux manches, au cours de laquelle cinq emplacements de tir sont disposés autour de l'arc à trois points. Quatre supports contiennent quatre ballons WNBA (valant chacun un point) et un ballon « money » (valant deux points). Le cinquième poste est un support spécial « all money ball », que chaque participant peut placer à n'importe lequel des cinq emplacements. Chaque ballon sur ce support vaut deux points. Deux ballons ont été placés sur des socles entre les supports 2 et 3 et les supports 3 et 4 dans « THE DEW ZONE ». Chacune de ces ballons vaut trois points. Les joueurs ont une minute et dix secondes pour tirer autant de ballons que possible parmi les 27. Les trois concurrents obtenant les meilleurs scores au premier tour accèdent à la finale.
| Position | Joueuse          | Équipe                | % à 3 points en 2022 | % à 3 points en 2022 | % à 3 points en 2022 | 1er tour | 2e tour |
| Position | Joueuse          | Équipe                | Réussis              | Tentés               | %                    | 1er tour | 2e tour |
| -------- | ---------------- | --------------------- | -------------------- | -------------------- | -------------------- | -------- | ------- |
| G        | Allie Quigley    | Sky de Chicago        | 28                   | 82                   | 34,1                 | 26       | 30      |
| G        | Ariel Atkins     | Mystics de Washington | 49                   | 130                  | 37,7                 | 24       | 21      |
| G        | Rhyne Howard     | Dream d'Atlanta       | 50                   | 148                  | 33,8                 | 24       | 14      |
| G        | Arike Ogunbowale | Wings de Dallas       | 67                   | 180                  | 37,2                 | 21       | –       |
| G        | Jewell Loyd      | Storm de Seattle      | 56                   | 146                  | 38,4                 | 18       | –       |
| G        | Kelsey Plum      | Aces de Las Vegas     | 71                   | 169                  | 42.0                 | 14       | –       |

### Skills Challenge
Le 8 juillet 2022, la WNBA a annoncé les huit compétitrices qui participeraient au Skills Challenge. Ce dernier réunissait des équipes composées d'une joueuse de la WNBA et d'un athlète de la Nike Elite Youth Basketball League (en) (EYBL) participant aux Nike Nationals 2022. Les équipes s'affrontaient dans une course d'obstacles en relais mettant à l'épreuve leurs compétences en dribble, passe, agilité et tir. Ce tournoi en trois manches, organisé sous forme de tableau, mettait en scène deux équipes s'affrontant simultanément sur un parcours identique. L'équipe qui termine la course en premier remporte la victoire et accède au tour suivant.
| Pos | Joueuse              | Equipe              |
| --- | -------------------- | ------------------- |
| F   | Jonquel Jones        | Sun du Connecticut  |
| F   | NaLyssa Smith        | Fever de l'Indiana  |
| F/C | Azura Stevens        | Sky de Chicago      |
| G   | Rhyne Howard         | Dream d'Atlanta     |
| G   | Sabrina Ionescu      | Liberty de New York |
| G   | Kelsey Plum          | Aces de Las Vegas   |
| G   | Courtney Vandersloot | Sky de Chicago      |
| G   | Jackie Young         | Aces de Las Vegas   |

|  | 1er tour                   | 1er tour                |                          |   | Demi-finale | Demi-finale |  |  | Finale | Finale |
|  | 1er tour                   | 1er tour                |                          |   | Demi-finale | Demi-finale |  |  | Finale | Finale |
|  |                            |                         |                          |   |             |             |  |  |        |        |
|  |                            |                         |                          |   |             |             |  |  |        |        |
|  |                            |                         |                          |   |             |             |  |  |        |        |
|  | Team Howard (Atlanta)      | X                       |                          |   |             |             |  |  |        |        |
|  | Team Howard (Atlanta)      | X                       |                          |   |             |             |  |  |        |        |
|  | Team Plum (Las Vegas)      | O                       |                          |   |             |             |  |  |        |        |
|  | Team Plum (Las Vegas)      | O                       | Team Plum (Las Vegas)    | X |             |             |  |  |        |        |
|  |                            |                         | Team Plum (Las Vegas)    | X |             |             |  |  |        |        |
|  |                            | Team Ionescu (New York) | O                        |   |             |             |  |  |        |        |
|  | Team Ionescu (New York)    | Team Ionescu (New York) | O                        | O |             |             |  |  |        |        |
|  | Team Ionescu (New York)    |                         |                          | O |             |             |  |  |        |        |
|  | Team Stevens (Chicago)     | X                       |                          |   |             |             |  |  |        |        |
|  | Team Stevens (Chicago)     | X                       | Team Ionescu (New York)  | O |             |             |  |  |        |        |
|  |                            |                         | Team Ionescu (New York)  | O |             |             |  |  |        |        |
|  |                            | Team Smith (Indiana)    | X                        |   |             |             |  |  |        |        |
|  | Team Jones (Connecticut)   | Team Smith (Indiana)    | X                        | O |             |             |  |  |        |        |
|  | Team Jones (Connecticut)   |                         |                          | O |             |             |  |  |        |        |
|  | Team Young (Las Vegas)     | X                       |                          |   |             |             |  |  |        |        |
|  | Team Young (Las Vegas)     | X                       | Team Jones (Connecticut) | X |             |             |  |  |        |        |
|  |                            |                         | Team Jones (Connecticut) | X |             |             |  |  |        |        |
|  |                            | Team Smith (Indiana)    | O                        |   |             |             |  |  |        |        |
|  | Team Smith (Indiana)       | Team Smith (Indiana)    | O                        | O |             |             |  |  |        |        |
|  | Team Smith (Indiana)       |                         |                          | O |             |             |  |  |        |        |
|  | Team Vandersloot (Chicago) | X                       |                          |   |             |             |  |  |        |        |
|  | Team Vandersloot (Chicago) | X                       |                          |   |             |             |  |  |        |        |